# Březnice (Tábori járás)
Březnice település Csehországban, a Tábori járásban. Březnice Žimutice, Týn nad Vltavou, Čenkov u Bechyně, Hodonice, Záhoří és Hodětín településekkel határos. Lakosainak száma 253 fő (2024. január 1.).

## Népesség
A település lakosságának változását az alábbi diagram mutatja:
| Lakosok száma | 447  | 505  | 479  | 259  | 222  | 198  | 211  | 217  | 226  | 253  |
|               | 1869 | 1900 | 1921 | 1961 | 1980 | 2011 | 2016 | 2019 | 2021 | 2024 |